# 로봇 배제 표준
로봇 배제 표준(robots exclusion standard), 로봇 배제 프로토콜(robots exclusion protocol)은 웹 사이트에 로봇이 접근하는 것을 방지하기 위한 규약으로, 일반적으로 접근 제한에 대한 설명을 robots.txt에 기술한다.
이 규약은 1994년 6월에 처음 만들어졌고, 아직 이 규약에 대한 RFC는 없다.
이 규약은 권고안이며, 로봇이 robots.txt 파일을 읽고 접근을 중지하는 것을 목적으로 한다. 따라서, 접근 방지 설정을 하였다고 해도, 다른 사람들이 그 파일에 접근할 수 있다. robots.txt 파일은 항상 사이트의 루트 디렉토리에 위치해야 한다.

## 예
만약 모든 로봇에게 문서 접근을 허락하려면, robots.txt에 다음과 같이 입력하면 된다.
```
User-agent: *
Allow: /
```

모든 로봇을 차단하려면, robots.txt에 다음과 같이 입력하면 된다.
```
User-agent: *
Disallow: /
```

모든 로봇에 세 디렉터리 접근을 차단하려면, robots.txt에 다음과 같이 입력하면 된다.
```
User-agent: *
Disallow: /cgi-bin/
Disallow: /tmp/
Disallow: /junk/
```

모든 로봇에 특정 파일 접근을 차단하려면, robots.txt에 다음과 같이 입력하면 된다.
```
User-agent: *
Disallow: /directory/file.html
```

BadBot 로봇에 모든 파일 접근을 차단하려면, robots.txt에 다음과 같이 입력하면 된다.
```
User-agent: BadBot
Disallow: /
```

BadBot 과 Googlebot 로봇에 특정 디렉터리 접근을 차단하려면, robots.txt에 다음과 같이 입력하면 된다.
```
User-agent: BadBot
User-agent: Googlebot
Disallow: /private/
```

다양하게 조합하여 사용할 수 있다.
```
User-agent: googlebot        # googlebot 로봇만 적용
Disallow: /private/          # 이 디렉토리를 접근 차단한다.

User-agent: googlebot-news   # googlebot-news 로봇만 적용
Disallow: /                  # 모든 디렉토리를 접근 차단한다.

User-agent: *                # 모든 로봇 적용
Disallow: /something/        # 이 디렉토리를 접근 차단한다.

```

## 대안
HTML의 meta 태그를 이용할 수도 있다.
<syntaxhighlight lang="html4strict">
<meta name="Robots" content="Noindex,Nofollow" />
하지만 이러한 방법은 일반적인 방법이 아니고, 아직까지는 일부의 로봇만이 지원한다.

## 같이 보기
- noindex
- nofollow